# Vieux-Mareuil
Vieux-Mareuil korábbi község Franciaországban, Dordogne megyében. Lakosainak száma 339 fő (2018. január 1.). Vieux-Mareuil Mareuil, Saint-Sulpice-de-Mareuil, Champeaux-et-la-Chapelle-Pommier, Monsec, Léguillac-de-Cercles és La Chapelle-Montabourlet községekkel határos.
2017. január 1-jén nyolc másik korábbi községgel egyesült és az így létrejött Mareuil en Périgord új község része lett.

## Népesség
A település népessége az elmúlt években az alábbi módon változott:
| Lakosok száma | 425  | 393  | 384  | 350  | 342  | 334  | 340  | 347  | 340  | 339  |
|               | 1962 | 1968 | 1982 | 1990 | 1999 | 2010 | 2011 | 2013 | 2017 | 2018 |